# Xinxíl·lids
Els xinxíl·lids (Chinchillidae) és una família de rosegadors que inclou les xinxilles, viscatxes i els seus parents fòssils. Només habiten al sud i a l'oest d'Amèrica del Sud, sovint als Andes. Són rosegadors grossos, amb un pes d'entre 800 grams i vuit quilograms, amb fortes potes posteriors i orelles grans. Totes les espècies tenen un pelatge espès i suau, considerat valuós en el cas d'algunes espècies.